# Nepal en los Juegos Olímpicos de Atenas 2004
Nepal estuvo representado en los Juegos Olímpicos de Atenas 2004 por seis deportistas, tres hombres y tres mujeres, que compitieron en cuatro deportes.
El portador de la bandera en la ceremonia de apertura fue el atleta Rajendra Bahadur Bhandari. El equipo olímpico nepalí no obtuvo ninguna medalla en estos Juegos.